# Pongo (modellismo)
Pongo è il nome commerciale di un materiale plastico modellabile prodotto da FILA, utilizzato soprattutto dai bambini.
Prima del 1994 era prodotto dall'azienda Adica Pongo che è poi stata acquisita dalla FILA.
Di consistenza simile alla plastilina o al DAS, il Pongo  (a cui fece seguito il Didò) è un materiale colorato a base di cera e viene venduto in confezioni che contengono una gamma di diversi colori. Nell'uso comune, il termine viene spesso utilizzato per riferirsi a qualsiasi materiale plastico colorato dello stesso genere, anche se prodotto da altre ditte.